# Cole Guttman
Cole Guttman, född 6 april 1999, är en amerikansk professionell ishockeyforward som är kontrakterad till Chicago Blackhawks i National Hockey League (NHL) och spelar för Rockford Icehogs i American Hockey League (AHL).
Han har tidigare spelat för Denver Pioneers i National Collegiate Athletic Association (NCAA) och Team USA och Dubuque Fighting Saints i United States Hockey League (USHL).
Guttman draftades av Tampa Bay Lightning i sjätte rundan i 2017 års draft som 180:e spelare totalt.

## Statistik
| 2013–2014   | Los Angeles Jr. Kings U14 |             | 16  | 26 | 15 | 41  | 38 | —  | — | — | — | —  |
| 2014–2015   | Los Angeles Jr. Kings U16 | T1EHL       | 24  | 9  | 16 | 25  | 16 | 4  | 0 | 3 | 3 | 14 |
| 2015–2016   | Los Angeles Jr. Kings U16 | T1EHL       | 30  | 24 | 24 | 48  | 34 | 4  | 3 | 2 | 5 | 6  |
|             | Team USA                  | USHL        | 3   | 0  | 0  | 0   | 0  | —  | — | — | — | —  |
|             | U.S. National U17 Team    |             | 3   | 0  | 0  | 0   | 0  | —  | — | — | — | —  |
|             | Dubuque Fighting Saints   | USHL        | 2   | 0  | 1  | 1   | 0  | 8  | 0 | 0 | 0 | 0  |
| 2016–2017   | Dubuque Fighting Saints   | USHL        | 53  | 27 | 27 | 54  | 18 | 6  | 1 | 3 | 4 | 2  |
| 2017–2018   | Dubuque Fighting Saints   | USHL        | 17  | 6  | 5  | 11  | 21 | —  | — | — | — | —  |
| 2018–2019   | Denver Pioneers           | NCAA        | 41  | 14 | 12 | 26  | 18 | —  | — | — | — | —  |
| 2019–2020   | Denver Pioneers           | NCAA        | 35  | 14 | 14 | 28  | 22 | —  | — | — | — | —  |
| 2020–2021   | Denver Pioneers           | NCAA        | 23  | 8  | 14 | 22  | 12 | —  | — | — | — | —  |
| 2021–2022   | Denver Pioneers           | NCAA        | 41  | 19 | 26 | 45  | 26 | —  | — | — | — | —  |
| 2022–2023   | Chicago Blackhawks        | NHL         | 1   | 0  | 0  | 0   | 0  | —  | — | — | — | —  |
|             | Rockford Icehogs          | AHL         | 39  | 16 | 14 | 30  | 26 | —  | — | — | — | —  |
| NHL totalt  | NHL totalt                | NHL totalt  | 1   | 0  | 0  | 0   | 0  | —  | — | — | — | —  |
| NCAA totalt | NCAA totalt               | NCAA totalt | 140 | 55 | 66 | 121 | 78 | —  | — | — | — | —  |
| USHL totalt | USHL totalt               | USHL totalt | 75  | 33 | 33 | 66  | 39 | 14 | 1 | 3 | 4 | 2  |